# 及川英香
及川 英香（おいかわ えいか、1981年12月20日 - ）は、日本の元女子バレーボール選手。

## 来歴
岩手県一関市出身。母親がバレーボールをしていたのがきっかけで中学1年生からバレーボールを始める。岩手県立花巻南高等学校、東海大学を経て、2004年、当時V1リーグだったトヨタ車体に入団。2006年のVリーグ （現・プレミアリーグ）昇格に貢献した。
プレミアリーグ昇格後も闘志あふれるプレーでチームを鼓舞した。2008年夏、故障を理由にチームを一度退部しながら、葛和伸元監督の要望も有って復帰。1シーズンプレーした後の2009年6月、トヨタ車体クインシーズを退部し、現役引退。

## 所属チーム
- 一関中
- 岩手県立花巻南高等学校
- 東海大学
- トヨタ車体/トヨタ車体クインシーズ（2004-2009年）